# ピック病
ピック病（ピックびょう、Pick's disease、PiD）は、前頭側頭型認知症 (FTD) であり、特有の人格変化、行動異常、言語機能障害を示す初老期の神経変性疾患である。時に運動ニューロン疾患症状も示すことがある。認知症の中でも殴りかかってきたり、怒鳴るなど怒りやすい易怒や万引き等の犯罪を平気で行うなどの症状が出る特徴がある。

## 歴史
1892年にチェコのプラハ・カレル大学のアーノルド・ピックが「老化性脳萎縮と失語症との関連」と題した剖検例で前頭葉と側頭葉の著明な萎縮を呈する精神疾患として報告した。1906年までにピックは同様の報告をし、一連の疾患はピックの限局性脳萎縮症として知られるようになった。病理形態面では、1911年にドイツのミュンヘン大学のアロイス・アルツハイマーが「嗜銀性神経細胞内封入体（ピック小体）」と「腫大細胞（ピック細胞）」を報告した。1926年に旧満洲医科大学の大成潔とドイツのミュンヘン大学のヒューゴ・スパッツが特徴をまとめ、「ピック病」と命名した。
1996年にスウェーデンのルンド大学とイギリスのマンチェスター大学のグループ（Lund and Manchester Groups）によって前頭側頭葉変性症（FTLD）という用語が提唱された。

## 病理
ピック病の脳解剖病理診断はピック球があるということである。ピック球の定義は抗3リピートタウ抗体で染まる事である。後にピック球の伴わない前頭側頭型認知症（FrontoTemporal Dementia、FTD）はユビキチン陽性タウ陰性封入体が認められ、FTLD-Uとなった。FTLD-Uおよびその後明らかになったFTLD-TDPなどが分離された結果、ピック病はタウオパチーの1つと再定義された。
ピック球
ピック球は球形、楕円形、あるいはやや不正形の神経細胞胞体内の封入体である。ボジアン染色で嗜銀性を示す。大脳皮質の第II、V、VI層、次いでIII層または海馬歯状回の顆粒細胞、海馬錐体細胞に好発する。大脳基底核、脳幹では前障、扁桃核、尾状核、被殻、マイネルト基底核、青斑核によく出現する。免疫組織学的にはリン酸化タウ、リン酸化ニューロフィラメント陽性である。生化学的には3リピートタウが蓄積する。萎縮部位で見つかりやすく、バルーンドニューロン（かつてはピック細胞と呼んだ）を伴うこともある。
大脳皮質の神経細胞脱落
大脳新皮質では前頭葉弯隆面や眼窩面の皮質、下側頭回、中側頭回に中等度以上の変性が認められることが多い。
基底核、脳幹の神経細胞脱落
扁桃核がもっとも高度に高頻度に障害される。尾状核と被殻は中等度の障害が認められる。

## 症状
人格変化と行動障害が目立つ。
病識の欠如
病初期より病識が乏しくなっている。自身の変化に全く気づいておらず、病状が進行しても自らの障害に対する関心もない。
常同行動
常同行動は病初期から高頻度に認められる。日常生活では同じコースを歩きまわる常同的周遊（周徊）が目立つことが多い。見当識（どこにいるか・何をしているか・物事の善悪の認識）や視空間認知（どのようにしてその場所に来たか）が保たれていることもあり進行期にならない限り道に迷わず帰宅できる。
脱抑制、反社会的行動、迷惑行為
進行期になると礼節や社会通念や場の空気、他の人からどう思われるかなどを全く気にしなくなり、本能の赴くままの我が道を行く行動が特徴的となる。悪気なく万引きや運転操作ミスの認識もなく道路での逆走や暴走行為を行い周囲とトラブルを起こすこともある。注意・指導・逮捕・相手のケガ、損害に対しても全く気にすることもなくあっけらかんとしている。脱抑制の結果衝動的な行動・言動にはしることもある。自発性の低下が進むと目立たなくなることが多い。
注意の転動性の亢進、維持困難
すぐに気がそれてしまい、ひとつの行為を持続して続けることができない。注意障害、運動維持困難との関連性が考えられる。必ずしも外界の刺激に対して過剰に反応するだけではなく、外界の刺激がなくても落ち着かない。何の断りもなく突然部屋を出て行ってしまう立ち去り行動もしばしば観察される。
被影響性の亢進
外的刺激に対して熟考することなく反射的に処理、反応してしまう症候である。他人の模倣行為や目に入る文字を読み上げるといった行為にあらわれる。
考え無精
質問に対してよく考えずに返答したり、無視したり的外れな回答をする症状は考え無精という。考え無精があると「知らない」、「忘れた」と即答するため記憶の障害と誤解されることもある。神経心理検査も結果が実態を反映しなくなる。
無関心、自発性の低下
自己に対しても周囲に対しても無関心になり、自発的に入浴・着替え・掃除をしなくなったり、身だしなみに無頓着になる、患者に職がある場合、突然退職するといった症状は比較的病初期から認められる。何もせずに無為に過ごしていたかと思うと時間がくると毎日散歩・買い物に行く（時刻表的生活）など病初期は常同行動と併存する。自発性の低下が進行すると最終的には無動無言状態となる。
食行動異常など
特定の食べ物を食べ続けたり同じメニューの料理を作り続けたりする、普段食べないものを食べるという常同行動を示すことがある。進行期には手にとるもの・目に入るものすべてを口に運ぼうとする口唇傾向（小さい子供のように頬張って食べる、会計前の商品を食べる、洗剤や乾燥剤なども食べる）も出現する。

## 検査所見

### 画像検査
頭部MRI
前頭側頭葉の萎縮が強く、葉状またはナイフの刃状（knife-blade）と形容される。また尾状核の萎縮に伴い側脳室前角の拡大をみとめ、萎縮に左右差があることも多い。後頭葉や頭頂葉の萎縮は目立たない。冠状断では前頭部の凸面、眼窩面、側頭極の萎縮が確認できる。脱抑制は前頭葉眼窩面、無関心は前頭前野外側面の障害で出現する。海馬は比較的よく保たれるが扁桃体の萎縮もあり側脳室下角は拡大する。
機能画像
脳血流SPECTでは萎縮部位に一致した著明な血流低下を認め、左右差を有する例や線条体の血流も低下している。

### 生理検査
脳波
認知機能障害に比して末期まで正常を示すことが多い。寝たきりになって初めて徐波の混入が認められる。

### 神経心理学検査
前頭葉機能の低下が認められる。
FAB (frontal assessment battery)

FBI (frontal behavioral inventory)

NPI (neuropsychiatric inventory)
アルツハイマー型認知症との鑑別に有効と言われている。NPIは介護者からの情報で評価する。